# Negros Occidental
Negros Occidental is een provincie van de Filipijnen. Het maakt deel uit van regio VI (Western Visayas) en ligt op de noordelijk helft van het eiland Negros ten westen van Cebu. De hoofdstad van de provincie is Bacolod. Bij de census van 2015 telde de provincie bijna 2,5 miljoen inwoners.

## Mensen en cultuur
Het grootste deel van de inwoners van Negros Occidental spreekt Hiligaynon. Een klein deel, voornamelijk bewoners van gemeenten aan de oostkust, spreekt Cebuano. Daarnaast is Engels ook een veelgesproken taal.

## Geografie

### Topografie
Negros Occidental ligt op het noordwestelijke deel van het eiland Negros in de Visayas, centraal in de Filipijnen, ten westen van Cebu en ten zuidoosten van Panay. Het vormt samen met vier andere provincies regio VI (Western Visayas).

### Bestuurlijke indeling
Negros Occidental bestaat uit 13 steden en 19 gemeenten.

#### Steden
| - Bacolod - Bago - Cadiz - Escalante - Himamaylan - Kabankalan - La Carlota | - Sagay - San Carlos - Silay - Sipalay - Talisay - Victorias |

#### Gemeenten
| - Binalbagan - Calatrava - Candoni - Cauayan - Enrique B. Magalona - Hinigaran - Hinoba-an - Ilog - Isabela - La Castellana | - Manapla - Moises Padilla - Murcia - Pontevedra - Pulupandan - Salvador Benedicto - San Enrique - Toboso - Valladolid |

Deze steden en gemeenten zijn onderverdeeld in 661 barangays.

## Demografie
Negros Occidental had bij de census van 2015 een inwoneraantal van 2.497.261 mensen. Dit waren 101.222 mensen (4,2%) meer dan bij de vorige census van 2010. Ten opzichte van de census van 2000 was het aantal inwoners gegroeid met 360.614 mensen (16,9%). De gemiddelde jaarlijkse groei in die periode kwam daarmee uit op 0,79%, hetgeen lager was dan het landelijk jaarlijks gemiddelde over deze periode (1,72%).

De bevolkingsdichtheid van Negros Occidental was ten tijde van de laatste census, met 2.497.261 inwoners op 7965,21 km², 313,5 mensen per km².

## Bestuur en politiek
Zoals alle provincies in de Filipijnen is de belangrijkste bestuurder van Negros Occidental een gouverneur. De gouverneur wordt sinds 1987 elke drie jaar gekozen en is het hoofd van het provinciale bestuur en de uitvoerende organen. De huidige gouverneur van de provincie, Alfredo Marañon jr. is tijdens de verkiezingen van 2016 voor een derde termijn van drie jaar gekozen. De vicegouverneur, momenteel Eugenio Lacson, is voorzitter van de provinciale raad. Deze provinciale raad is in Negros Occidental samengesteld uit 15 afgevaardigden. Twaalf van deze afgevaardigden worden rechtstreeks gekozen door de stemgerechtigde inwoners in de zes kiesdistricten van de provincie. Het 1e district omvat de steden Escalante en San Carlos en de gemeenten Calatrava, Toboso en Salvador Benedicto, het 2e district omvat de steden Cadiz en Sagay en de gemeente Manapla, het 3e district omvat de steden Silay, Talisay en Victorias en de gemeenten Enrique B. Magalona en Murcia, het 4e district omvat de steden Bago en La Carlota en de gemeenten Pontevedra, Pulupandan, San Enrique en Valladolid, het 5e district omvat de stad Himamaylan en de gemeenten Binalbagan, Hinigaran, Isabela, La Castellana en Moises Padilla en het 6e district omvat de steden Kabankalan en Sipalay en de gemeenten Candoni, Cauayan, Hinoba-an en Ilog. Het 1e district heeft drie afgevaardigden in de provinciale raad, het 3e, 4e en 5e district hebben er twee en het 2e en 6e district elk een. De inwoners van de zes districten kiezen bovendien elk een afgevaardigde in het Filipijns Huis van Afgevaardigden.
Lijst van gouverneurs van Negros Occidental sinds 1899
| - 1899 – 1901 Melecio Severino - 1901 – 1901 Jose de Luzurdiaga - 1901 – 1904 Leandro Locsin Rama - 1904 – 1906 Antonio Jayme - 1906 – 1907 Manuel Lopez - 1907 – 1908 Leandro L. Rama - 1908 – 1912 Mariano Yulo - 1912 – 1922 Matias Hilado - 1922 – 1925 Gil Montilla - 1925 – 1928 Jose Locsin - 1928 – 1931 Agustin Ramos - 1931 – 1934 Isaac Lacson - 1934 – 1934 Ramon Severino | - 1934 – 1937 Emilio Gaston - 1937 – 1940 Valeriano Gatuslao - 1940 – 1941 Ramon Torres - 1942 - 1942 Antonio Lizares - 1942 – 1943 Vicente Gustilo - 1942 – 1945 Alfredo Montelibano sr. - 1945 – 1945 Gregorio Pura - 1945 – 1946 Ildefonso Coscolluela - 1946 – 1946 Miguel Gatuslao - 1946 - 1947 Rafael Lacson - 1951 – 1952 Leon Miraflores - 1953 – 1954 Felix Amante | - 1954 – 1954 Leon Miraflores - 1954 – 1954 Deogracias Estrella - 1954 – 1965 Valeriano Gatuslao - 1965 – 1967 Benjamin Gomez - 1968 – 1987 Alfredo Montelibano jr. - 1986 – 1987 Daniel Lacson jr. - 1987 – 1988 Eduardo Ledesma - 1988 – 1992 Daniel Lacson jr. - 1992 – 2001 Rafael Coscolluela - 2001 – 2010 Joseph Marañon - 2010 – 2019 Alfredo Marañon jr. |

## Economie
Negros Occidental is een relatief arme provincie. Uit cijfers van het National Statistical Coordination Board (NSCB) uit het jaar 2003 blijkt dat 39,5% (12.131 mensen) onder de armoedegrens leefde. In het jaar 2000 was dit nog 50,2%. Daarmee staat Negros Occidental 44e op de lijst van provincies met de meeste mensen onder de armoedegrens. Van alle 79 provincies staat Negros Occidental 43e op de lijst van provincies met de ergste armoede..